# شمسير
شمسير هي قرية في مقاطعة مشكين شهر، إيران. يقدر عدد سكانها بـ 198 نسمة بحسب إحصاء 2016.